# Dolmen im Bois de la Grosse Pierre

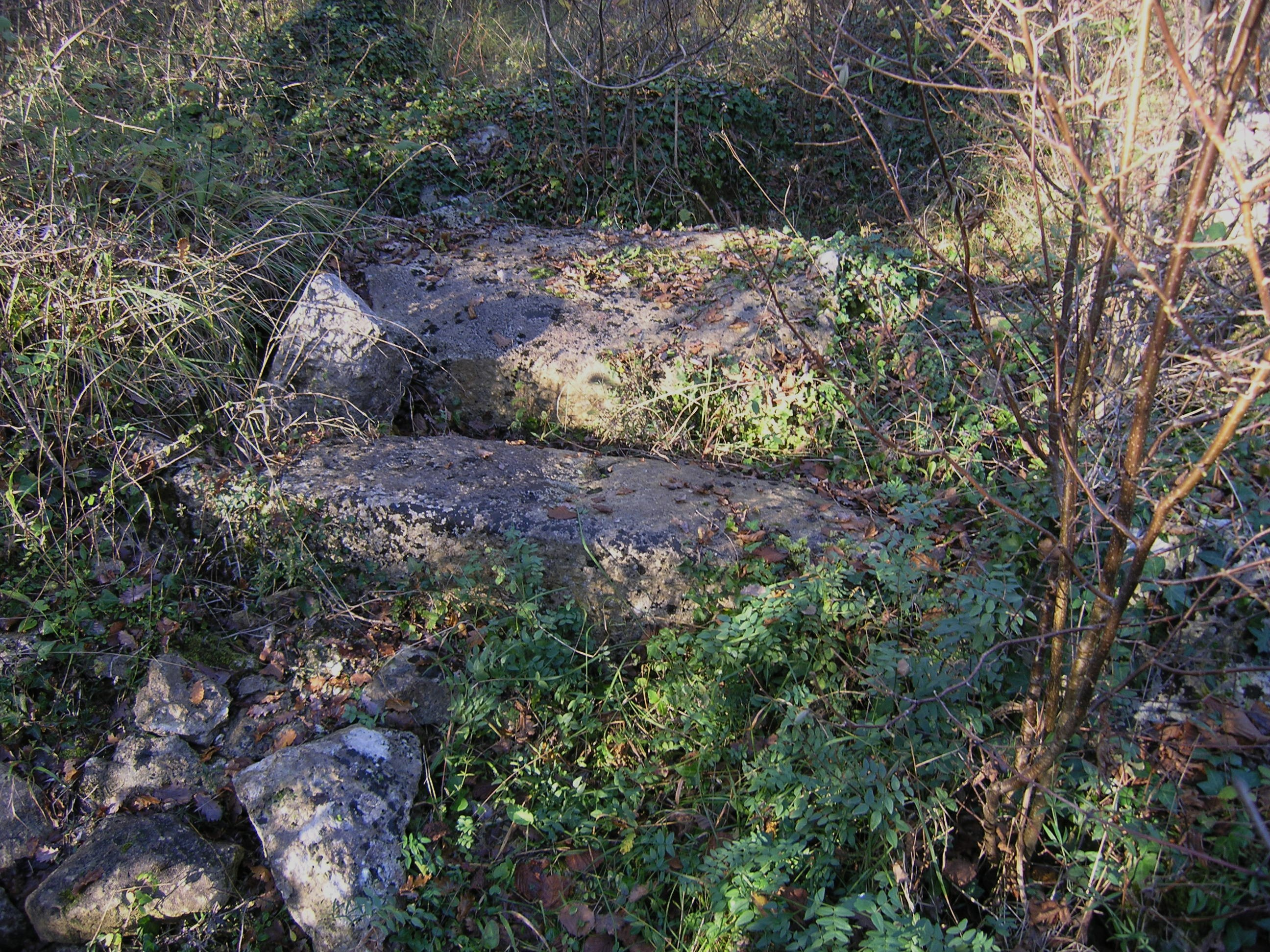
Dolmen im Bois de la Grosse Pierre

Der 1993 als Monument historique eingetragene Dolmen im Bois de la Grosse Pierre liegt nordöstlich von Sainte-Radegonde mitten im Département Charente-Maritime in Frankreich. Dolmen ist in Frankreich der Oberbegriff für neolithische Megalithanlagen aller Art (siehe: Französische Nomenklatur).
Der 1998 von Jacques Gachina ausgegrabene Dolmen vom Typ Angoumoisien wurde gestört und geplündert. Der zentrale Krater im Hügel entspricht einer rechteckigen Kammer von 3,3 × 2,4 m. Ihm geht der nach rechts versetzte, fast 3,0 m lange und etwas über einen Meter breite durch Trockenmauerwerk begrenzte Gang voraus, der mit der Kammer einen „q“-Grundriss bildete. Die Orthostaten sind etwa 2,2 m lang. Zwei Plattenfragmente entsprechen einem Seelenloch, das den Zugang zum Raum bildete, ähnlich denen, die man im Département Val-d’Oise findet. Der mehr als einen Meter dicke Deckstein ist in vier Teile zerbrochen.
Die beiden Orthostaten auf der Westseite wurden offensichtlich aufgrund des mit ihnen verbundenen Kults mutwillig umgeworfen und mit Trümmern bedeckt. Laut Gachina ist ihre Form anthropomorph. Auf der größeren Platte sind im oberen Teil zwei Brüste als Relief eingearbeitet.
Bei den Ausgrabungen wurden menschliche Knochen, Pfeilspitzen, Schmuck (Knochenanhänger, Perlen und Muscheln) und Tonscherben aus der Jungsteinzeit sowie Fragmente mittelalterlicher Keramik entdeckt. Der umgebende viereckige Cairn ist etwa 20,0 m lang, 15,0 m breit und hat eine Höhe von 1,2 m.